# Astrid Begas
Astrid Späht-Begas, född 1905 i Tyskland, död 1997, var en tysk skulptör.
Späht-Begas studerade konst för E de Fiori och W Otto vid Berliner Handwerker- und Kunstgewerbeschule i Berlin samt för Fritz Klimsch vid Berlins konsthögskola. Efter studierna vistades hon några år i Stockholm under 1930-talet och ställde bland annat ut separat på Gummesons konsthall i Stockholm. Bland hennes arbeten från Stockholmstiden märks porträttbysterna över Martin Öhman, prinsessan Sibylla och operasångaren Einar Larsson. Förutom porträtt består hennes konst av mindre figurskulpturer. 